# Žarkovica
Žarkovica és una àrea forestal de l'est de Dubrovnik (Croàcia), amb una altura de 324 m. Se situa just al nord de la punta Orsula i entre Žarkovica i aquesta punta passa la carretera que porta a Cavtat, l'antiga Epidaurum.